# أزمور
'أزَمُّور، هي مدينة مغربية. تَرْبِضُ على الضفة اليسرى لنهر أم الربيع غيرَ بعيد عن مصبه. تقع على محور الطريق الوطنية رقم 1، وتبعد شمالا عن مدينة الجديدة بـ15 كم، وبـ80 كم جنوبا عن مدينة الدار البيضاء. المدينة متصلة بشبكة الطرق السيارة النقل السككي في المغرب.

## التسمية
«أزَمُّور» هو لفظ أمازيغي يطلق على شجرة الزيتون البري، وهو المعروف أيضا باسم «الزَّبُّوج».

## تاريخ
بُنيت المدينة من طرف الصنهاجيين الأمازيغ المستوطنين في المنطقة، عندما أسس صالح بن طريف إمارة برغواطة خلال القرن الثاني الهجري (الثامن الميلادي) اتخذ من أزمّور عاصمة للإمارة، التي كانت تمتد على مساحة جغرافية من مصبّ نهر أبي رقراق إلى نهر تانسيفت، ودام وُجودها إلى غاية فترة حكم الموّحدين (668-541 هـ/ 1269-1156م) الذين نجحوا في احتلالها وإسقاطها.
وبعد وفاة إدريس الثاني وخلال عهد الأدارسة تولى حكم المغرب الأقصى من بعده ابنه البكر محمد وبتوجيه من جدته كنزة وهي زوجة إدريس الأوّل (المعروف باسم إدريس بن عبد الله)، نقل العاصمة إلى مدينة فاس واتخذها قاعدةٌ للمُلك، ووزع باقي مناطق المغرب على إخوته، فكانت أزمور من نصيب أخيه عيسى بن إدريس بالإضافة إلى بعض المناطق الأخرى مثل سلا وشالة وتامسناء لكنها انضمت لاحقا إلى منطقة نفوذ أخيه عمر.
اشتهرت المدينة خلال نهاية العهد المرابطي وبداية الدولة الموكدية بشهرة الشيخ الصوفي أبي شعيب أيوب بن سعيد الصنهاجي المعروف محليا باسم مولاي بوشعيب، وهو أحد أشهر أقطاب التصوف في تاريخ المغرب وصلت شهرته إلى البلاد المشرقية. كان مولاي شعيب يقيم مع زوجته في بيته في أزمّور، ولديه مسجد يقيم فيه الصلاة ويتعبّد فيه، استدعاه إلى مراكش في عام 1146 الأمير الموحّدي عبد المومن بن علي لكي يمتحنه ويناظره قبل أن يتأكّد من صدق ولايته ويُخلي سبيله؛ كما قبل الأمير شفاعة الشيخ مولاي شعيب في نساء الأمير المرابطي علي بن يوسف بن تاشفين ونساء أولاده فوافق على إطلاق سراحهن، واليوم يعد ضريح مولاي شعيب بأزمور من أشهر المزارات الدينية بالمغرب.

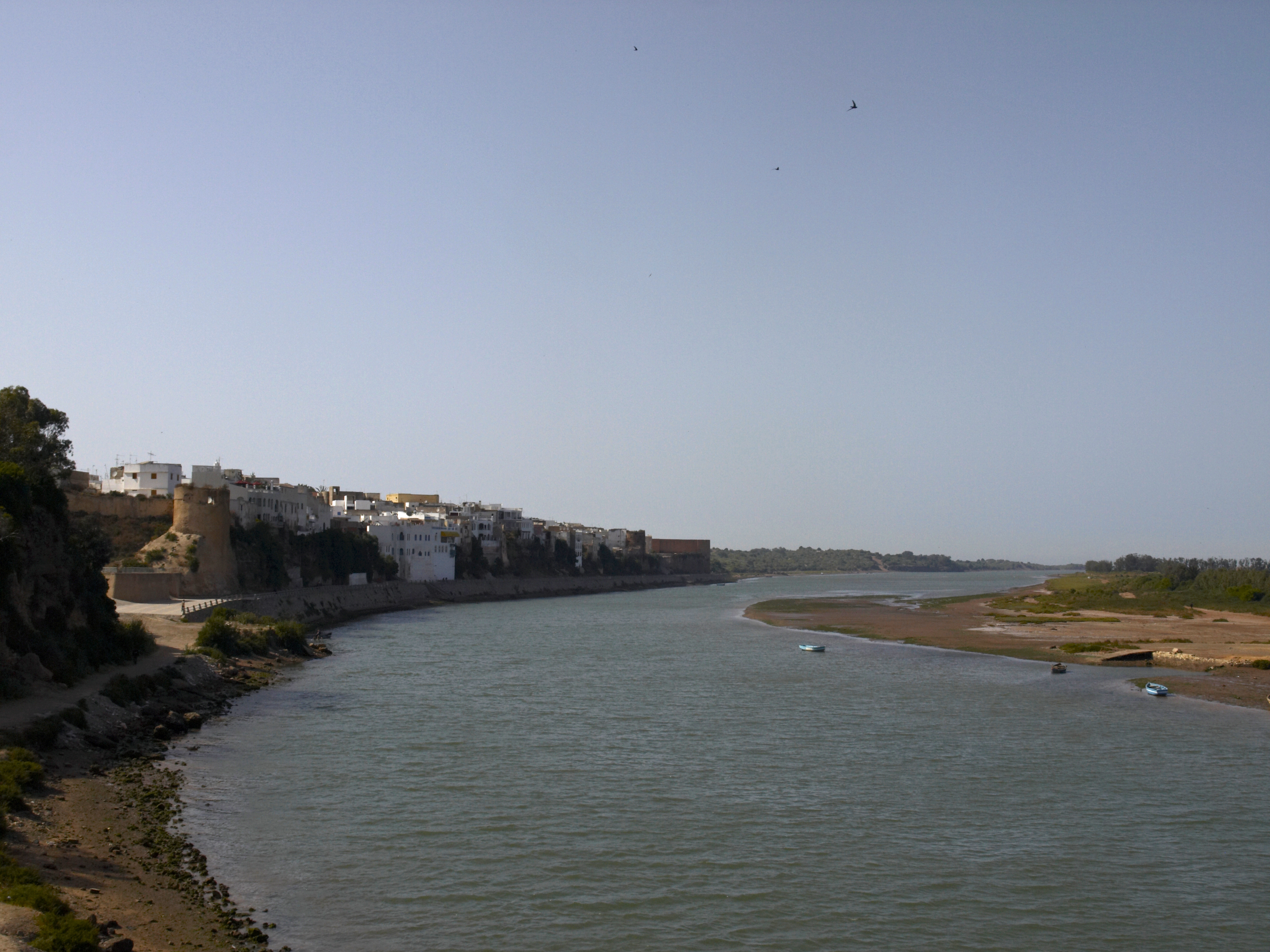
مصب أم الربيع أزمور

شهدت أزمور خلال العهد المريني ازدهارا علميا وفكريا في عهد السلطان أبي الحسن المريني الذي شيّد بها مدرسة علمية على غرار باقي كبريات المدن المغربية آنذاك كفاس وسبتة وطنجة وسلا وآسفي وأغمات وتازة ومرّاكش ومكناسة، إلا أن هذه المدرسة اندثرت ولم يعد لها أثر اليوم. كما ساهمت المدينة في مد السلاح والمؤمن للبرتغالي مقاومة الحصار السعدي على مدينة آسفي سنة 1534م.